# منتزعة الكبريت الأوكسيسلينية
منتزعة الكبريت الأوكسيسلينية (الاسم العلمي: Desulfovibrio oxyclinae) هي نوع من البكتيريا، سلبية الغرام، تتبع جنس منتزعة الكبريت.